# 趙懷玉 (明朝)
趙懷玉（16世紀—1631年），字與瑤，號旬龍，福建漳州府龍溪縣人，明朝政治人物。

## 生平
趙懷玉是萬曆四十三年（1615年）福建乡试第十七名舉人，天啟二年（1622年）壬戌科会试三百九十五名，三甲一百四十名進士，刑部观政，獲授肇慶推官，平反穀商的冤獄、豁免贓錢數千，保全多人。當時香山被倭寇佔據，他挑選精兵冒險前進，倭寇因此撤壘投降。天啓四年本省同考，六年丁忧，崇祯元年起补彰德府推官，三年陕西同考，四年考选，擢官四川道監察御史，巡视東城，正直敢言，在任內去世。他個性平易近人，經常揭示良知給學生，著有《證孝說元》、《折獄衷詞》等書。